# Свети Илия (Ливади)
Вижте пояснителната страница за други значения на Свети Илия.
„Свети Илия“ (на гръцки: Προφήτη Hλία) е православна манастирска църква в село Ливади (Вулчища), Егейска Македония, Гърция, част от Китроската, Катеринска и Платамонска епархия. Църквата е изградена в 1835 година. В средата на XIX век в църквата работят майсторите от Кулакийската художествена школа Димитриос Ламбу и Ставракис Маргаритис.
В 1981 година храмът е обявен за защитен паметник на културата.